# Zaolszynie
Zaolszynie [pronunciación en polaco: /zaɔlˈʂɨɲe/] es un pueblo ubicado en el distrito administrativo de Gmina Trzebieszów, dentro del Condado de Łuków, Voivodato de Lublin, en Polonia oriental.
Se encuentra aproximadamente a 8 kilómetros al norte de Trzebieszów, a 18 kilómetros al noreste de Łuków, y a 90 kilómetros al norte de la capital regional Lublin.